# Sira (plaats in Noorwegen)
Sira is een plaats in de Noorse gemeente Flekkefjord, provincie Agder. Sira telt 569 inwoners (2007) en heeft een oppervlakte van 0,73 km². Het dorp was tot 1965 de hoofdplaats van de voormalige gemeente Bakke. Sira lig aan Sørlandsbanen. Vanaf het station vertrekken treinen naar Oslo en Stavanger. De treinverbinding met Flekkefjord werd in 1990 opgeheven. 